# Franziska Stalmann
Franziska Stalmann (* 1951 in Hamburg) ist eine deutsche Schriftstellerin.

## Leben
Stalmann wuchs München auf. Nach dem Psychologiestudium übersetzte sie fremdsprachliche Texte und schrieb eigene Geschichten. 1992 brachte sie ihren ersten Roman Champagner und Kamillentee heraus, der zum Bestseller wurde. Sie veröffentlichte bis 2024 45 Publikationen.

## Werke (Auswahl)
- Die Schule macht die Mädchen dumm: die Probleme mit der Koedukation. Piper, München/Zürich 1991, ISBN 978-3-492-11323-6
- Champagner und Kamillentee. Piper, München/Zürich 1992, ISBN 978-3-492-11541-4
- Lieber die Taube in der Hand. Piper, München/Zürich 1998, ISBN 978-3-492-21788-0
- Annas Mann. Piper, München/Zürich 2004, ISBN 978-3-492-24052-9
- Das rote Fenster. Piper, München/Zürich 2005, ISBN 978-3-492-24451-0
- Viktors Liebe. Piper, München/Zürich 2007, ISBN 978-3-492-24992-8
- Das Herz hat viele Zimmer. Diana-Verlag, München 2013, ISBN 978-3-453-35739-6
- Helenas Männer. Diana-Verlag, München 2015, ISBN 978-3-453-35861-4
- Und morgen das Glück. Diana-Verlag, München 2017, ISBN 978-3-453-35908-6